# Nordeste: Aspectos da Influência da Cana sobre a Vida e a Paisagem do Nordeste do Brasil
Nordeste: Aspectos da Influência da Cana sobre a Vida e a Paisagem do Nordeste do Brasil é um livro do escritor pernambucano Gilberto Freyre, publicado pela primeira vez em 1937.
O livro se diferencia das obras anteriores do escritor pela linguagem mais objetiva, despojada e simples. Com uma visão da ecologia social desta região do Brasil na constituição de uma nacionalidade e na fixação de um patrimônio da cultura.